# Halvhjort av Flishult
Halvhjort av Flishult, också Halvhjort till Flishult, är nutida konventionellt namn på en svensk medeltida frälseätt vars medlemmar aldrig kallade sig så, och som av nutida historiker fått sitt namn efter sin vapensköld med en halv hjort, och från sätesgården Flishult belägen i Vetlanda kommun i Näsby socken vid sjön Flögens västra strand i Småland. Ätten utdog sannolikt strax efter att Sveriges Riddarhus grundades 1625, varför den aldrig introducerades där som adelsätt.

## Historia
Ätten ägde från 1500-talets mitt sätesgården Flishult, och medlemmar av ätten ägde också Skägge-by (nu Karlsjö) i Alseda socken i Vetlanda kommun i Jönköpings län, samt Värnas i Värna socken i Åtvidabergs kommun i Östergötlands län. 
Från släkten Halvhjort av Flishult härstammar delar av släkterna Fries, Hammarskjöld, Huldt, Silfversparre, Silfverhielm, Wallenberg, med flera.

## Släkttavla
1. Christiern Jeppesson (styckad sköld), gift med Elin Påvelsdotter (Ginbalk av Grisatorp).
  1. Per Kristersson (halvhjort) till Flishult (död omkring 1555), fogde och häradshövding, gift med Märta Jönsdotter. Enligt Hans Gillingstam var Per Kristersson den förste av Flishults innehavare som förde hjortvapnet. Enligt Gillingstam var han kusin till såväl Isak Birgersson (Halvhjort av Älmtaryd) och  Mikael Nilsson (Halvhjort av Björnskog); deras mödrar var systrar. Gift 1) med Märta Jönsdotter (Flishultsläkten), dotter till Jöns Persson och Ramfrid Månsdotter Stierna, och 2) med Brita Persdotter (Silversparre), dotter till Peder Sunesson Silversparre och Iliana Pedersdotter (Gällarydsätten). .[3]
    1. Ulf Pedersson [Halvhjort till Flishult (död omkring 1595), var konungens småsven 1551—1557 och fogde i Östra härad (Jönköping) 1558—1559 samt nämns som häradshövding i Uppvidinge härad 1556—1558 och i Östra härad på 1560-talet. 1562 måste han avstå från flera gårdar på grund av försummad rusttjänst. Vid hans sätesgård Flishult anföll Hogenskild Bielke den 6 februari 1568 de retirerande danskarna men blev tillfångatagen jämte Sten Axelsson Banér. Att han 1584 var slottsloven i Estland, har inte kunnat verifieras. Efter hans död belade hertig Karl hans gods med kvarstad, när han beskylldes för blodskam med en av sina döttrar och för att ha lägrat samma kvinna som sin son Knut. Gift med Anna Claesdotter (Drake).[3][4]
      1. Per Ulfsson Halvhjort av Flishult.
      2. Kerstin (Karin?), gift med Matts Kafle till Horsnäs. Gift 2:o med Knut Krabbesson Hård. Kerstin Persdotter har enligt boken Släkten Halvhjort till Flishult av John Ljungkvist, av Gustaf Elgenstierna felaktigt tagit upp henne som Karin, dotter till Per Christersson Sjöblad. [3][2]
      3. Beata Ulfsdotter (Beata Hiort). Död 1644. Gift 1) med Christer Olsson (Båt av Billa), gift 2) med Truls Kåse, gift med Melcher Axelsson (Rodenbielke).
      4. Märta Persdotter, gift med Peder Nilsson (Silversparre)
      5. Knut Ulfsson (död före 1615). I fängsligt förvar i Halmstad och eftersöktes 1605 och 1606 i Skåne såsom anklagad för hor och "kätteri". Trolovad 1600-06-12 och gift med Dordi Kristiernsdotter Lillie eller Lilja.[5]
        1. Klas Knutsson Hiort till Värnas i Värna, död 1627, avrättad för dråp på en av sina torpare.

      6. Ingerborg Ulfsdotter Halvhjort av Flishult
      7. Brita Halvhjort av Flishult, gift 1597 med Henrik Leijel, gift med Knut Pedersson till Fylleryd.

    2. Christer Persson Halvhjort av Flishult. Avrättad 3 januari 1569. Fogde, Häradshövding, Hovmästare. Gift mellan 1561 och 1566 med Anna Brorsdotter (Buth) i hennes 1:a gifte, dotter av häradshövdingen Bror Eriksson (Buth) och Birgitta Haraldsdotter Soop. Gift 2:o 1569 med Anders Sigfridsson Rålamb.
      1. Margareta Christersdotter, begravd 1616-07-15. Gift 1587-08-13 med Erik Pedersson Store.

    3. NN Persdotter, gift med Nils Andersson.
    4. Iliana Persdotter, gift omkring 1559 med Lars Rääf till Salshult.
    5. Märta Persdotter, gift med Gilbert Strackman.
    6. Gunnil Persdotter, gift 1562 med Anders (Uddesson) Grijs till Sättra.[6]